# Veenendaal-Veenendaal 1990
La Veenendaal-Veenendaal 1990, quinta edizione della corsa, si svolse il 22 agosto su un percorso di 211 km, con partenza e arrivo a Veenendaal. Fu vinta dall'olandese Wiebren Veenstra della squadra Buckler davanti ai connazionali Peter Pieters e Ralf Moorman.

## Ordine d'arrivo (Top 10)
| Pos. | Corridore          | Squadra             | Tempo    |
| ---- | ------------------ | ------------------- | -------- |
| 1    | Wiebren Veenstra   | Buckler             | 5h15'11" |
| 2    | Peter Pieters      | TVM-Yoko            |          |
| 3    | Ralf Moorman       | Stuttgart           |          |
| 4    | Eddy Planckaert    | Panasonic-Sportlife |          |
| 5    | Sean Yates         | 7-Eleven-Hoonved    |          |
| 6    | Nico Verhoeven     | PDM-Ultima-Concorde |          |
| 7    | Adrie van der Poel | Weinmann-SMM Uster  |          |
| 8    | Hendrik Redant     | Lotto-Superclub     |          |
| 9    | John Vos           | PDM-Ultima-Concorde |          |
| 10   | Uwe Raab           | PDM-Ultima-Concorde |          |